# Oprtalj
Oprtalj (italsky Portole) je malá vesnice a správní středisko stejnojmenné opčiny v Chorvatsku v Istrijské župě. Nachází se asi 16 km jihovýchodně od Bují a asi 18 km jihozápadně od Buzetu. V roce 2011 žilo v Oprtalji 79 obyvatel, v celé opčině pak 850 obyvatel, Oprtalj je tak jednou z nejmenších opčin v Chorvatsku a po opčině Lanišće druhou nejmenší opčinou v Istrijské župě.
Součástí opčiny je celkem šestnáct trvale obydlených vesnic. Ačkoliv je střediskem opčiny Oprtalj, nacházejí se zde větší sídla Livade a Gradinje.
- Bencani – 7 obyvatel
- Čepić – 57 obyvatel
- Golubići – 29 obyvatel
- Gradinje – 116 obyvatel
- Ipši – 17 obyvatel
- Krajići – 12 obyvatel
- Livade – 190 obyvatel
- Oprtalj – 79 obyvatel
- Pirelići – 48 obyvatel
- Sveta Lucija – 44 obyvatel
- Sveti Ivan – 41 obyvatel
- Šorgi – 46 obyvatel
- Vižintini – 22 obyvatel
- Vižintini Vrhi – 23 obyvatel
- Zrenj – 74 obyvatel
- Žnjidarići – 45 obyvatel

Oprtaljem prochází serpentinová župní silnice Ž5007. Jižně protéká řeka Mirna a nachází se zde opčina Motovun. Oprtalj je často navštěvován turisty díky svému historickému rázu (úzké ulice, vysoké domy, malá náměstí a hradby), pozdně gotickému kostelu svatého Jiří ze 16. století a kostelu Panny Marie.